# Ratko Radović
Ratko Radović, črnogorski general, * 17. oktober 1916, † 23. avgust 2008.

## Življenjepis
Radović, študent Pravne fakultete v Beogradu (študij je dokončal po vojni), je leta 1940 postal član KPJ in naslednje leto se je pridružil NOVJ. Med vojno je bil politični komisar več enot.
Po vojni je bil politični komisar VMA in divizije, sodnik in predsednik Vojaškega sodišča,...